# Полежаев, Лев Владимирович
 Лев Владимирович Полежаев (15 декабря 1910 года — 19 ноября 2000 года) — советский и российский биолог, известный работами по регенерации органов, доктор биологических наук, профессор.

## Биография
Лев Владимирович Полежаев родился 15 декабря 1910 года в Москве. Происходил из дворянского рода, его отец работал служащим в Госсберкассе, мать была учительницей.
В 1932 году окончил МГУ. Ученик Н.К. Кольцова. 
Работал научным сотрудником Института экспериментального морфогенеза Наркомпроса, лаборатории динамики развития организма МГУ, лаборатории экспериментальной зоологии и морфологии животных АН СССР, лаборатории механики развития Института экспериментальной биологии Наркомздрава РСФСР, начальником лаборатории клинического анализа эвакогоспиталя.
С 1967 по 1975 г. старший научный сотрудник, руководил лабораторией экспериментальной морфологии в Институте биологии развития . 1975—1990 гг. — старший научный сотрудник, заведующий лабораторией, главный научный сотрудник Института общей генетики АН СССР.
С 1991 года был главным научным сотрудником-консультантом Института общей генетики РАН.
Входил в редколлегию «Journal of Neural Transplantation & Plasticity». Являлся действительным членом Международного института эмбриологии (г. Утрехт), членом Международного общества биологов развития (Хельсинки).
Умер в 2000 году. Похоронен на Востряковском кладбище.

### Семья
1936 год — женился, жена Полежаева Ольга.
1949 год — родилась дочь Полежаева Елена.

## Вклад в науку
Автор оригинальных исследований в области регенерации и трансплантации органов и тканей позвоночных животных. Разработал метод получения регенерации нерегенерирующих конечностей. Предсказал роль трофических воздействий на регенерацию в нервной системе.

### Направления научной деятельности
- Экспериментальная морфология (биология развития).
- Учение о регенерации.
- Механика развития органов.
- Трансплантация органов и тканей.

### Научные достижения
Разработал метод получения регенерации нерегенерирующих конечностей (помимо метода механической травматизации ткани культи, можно было получить такой же результат химической обработкой раневых поверхностей органов): положительные результаты наблюдались также под влиянием физических факторов — воздействием индукционного тока или биметаллического аппарата, состоящего из платиновой и серебряной проволочек и сопротивления.

### Экспериментальные подтверждения со стороны других ученых
- Австралийский детский хирург Дуглас после гильотинной ампутации (без зашивания раневой поверхности кожей) получил регенерацию типичных ногтевых фаланг пальцев (1972 год).[6]
- Иллингворт (Англия, 1974 год) подтвердила эти результаты: ей удалось регенерировать типичные ногтевые фаланги пальцев с костью, мышцами, ногтями и кожей.[7]
- Открытие было подтверждено и отечественным ученым, профессором С. Долецким (1976 год).[8]

### Книги
- Полежаев Л. В. Основы механики развития позвоночных. — М.: Наука, 1945. — 286 с.
- Полежаев Л. В. Стимуляция регенерации мышцы сердца. — М.: Наука, 1965. — 369 с.
- Полежаев Л. В. Утрата и восстановление регенерационной способности органов и тканей у животных. — М.: Наука, 1968. — 326 с.
- Полежаев Л. В. Регенерация путём индукции. — М.: Медицина, 1977. — 179 с.
- Полежаев Л. В. Регенерация. — М.: Знание, 1977. — 84 с. — (Новое в жизни, науке, технике. Серия «Биология»).
- Полежаев Л. В., Александрова М. А. Трансплантация ткани мозга в норме и патологии / ред. В. Н. Ярыгин. — М.: Наука, 1986. — 151 с. — (Фундаментальные науки — медицине).
- Полежаев Л. В., Александрова М. А. Трансплантация ткани мозга в биологии и медицине / ред. В. Н. Ярыгин. — М.: Наука, 1993. — 238 с. — ISBN 5-02-005692-8.

### Некоторые публикации в журналах и сборниках
- Полежаев Л. В. О механике развития конечностей в процессах нормального онтогенеза и регенерации // Биолог. журнал. — 1935. — Т. 4, № 6. — С. 1117—1150.
- Полежаев Л. В. О возобновлении регенерационной способностей у бесхвостых амфибий // Архив анатомии, гистологии и эмбриологии. — 1935. — Т. 14, № 3. — С. 384—403, 510—512.
- Полежаев Л. В. Регуляция глазного зачатка и индукция линзы из эпителия // Биолог. журнал. — 1936. — Т. 5, № 3. — С. 489—502.
- Полежаев Л. В. О детерминации регенерата // Академику Н. В. Насонову к 80-летию со дня рождения и 60-летию научной деятельности : сборник статей. — 1937. — С. 151—247.
- Полежаев Л. В. Механика развития нервной системы // Успехи современной биологии. — Наука, 1939. — Т. 2, вып. 1. — С. 24—53.
- Полежаев Л. В. Проблема региональности в онтогенезе амфибий // Успехи современной биологии. — Наука, 1940. — Т. 12, вып. 3. — С. 447—467.
- Полежаев Л. В. Дальнейшие исследования регенерации конечностей у взрослых лягушек // Доклады Акад. наук СССР. [Новая серия]. — 1946. — Т. 54, № 5. — С. 465—468.
- Полежаев Л. В. Морфологические данные по восстановлению регенерационной способности у головастиков химическими факторами // Доклады Акад. наук СССР. [Новая серия]. — 1946. — Т. 54, № 3. — С. 281—284.
- Полежаев Л. В. Морфология регенератов конечностей у взрослых Anura // Доклады Акад. наук СССР. [Новая серия]. — 1946. — Т. 54, № 7. — С. 651—660.

### Изобретения
- 12654. Средство при лечении инфаркта миокарда — метапрогерол 15.06.1983 г. авторы: Бондарь Людмила Сергеевна, Окунев Ростан Александрович, Полежаев Лев Владимирович, Кончин Сергей Петрович, Черкасова Людмила Владиславовна, Николаева Лилия Федоровна. № документа 01022710 (недоступная ссылка)